# Музей истории Заветинского района
Музей истории Заветинского района  — музей в селе Заветное Заветинского района Ростовской области.
Адрес музея: 347430, Ростовская область, Заветинский район, с. Заветное, ул. Ломоносова, 28.

## История и описание
Муниципальное учреждение культуры «Музей истории Заветинского района» находится в селе Заветное Заветинского района Ростовской области.
Муниципальный музей образован 5 августа 2003 года. В музее хранятся материалы по истории района и его жителях, исторические свидетельства и коллекционное оружие, предметы старины XVII—XX веков. В музее ведётся активная исследовательская и поисковая работа, в которую вовлечено около 200 детей и подростков района. По результатам их деятельности музей проводит ежегодные конференции.
К настоящему времени основной фонд Музея истории Заветинского района включает в себя около 3240 экспонатов, а его вспомогательный и научно-вспомогательный фонд содержит около 560 экспонатов. Работники музея проводят экскурсии для жителей села, школьников и туристов.
Музей имеет несколько выставочных залов: зал истории и природы; краеведческий зал; зал археологии; зал боевой славы, в экспозиции которой находятся архивные документы и экспонаты военных лет. В зале боевой славы можно увидеть фотографии заветинцев, подшивки газеты «Восход» за 1945 год, снимки на фронтах Великой Отечественной войны, благодарности за участие в боевых действиях, письма с фронта, воспоминания о партизанском отряде «Гневный Дон» и подпольной комсомольско-молодёжной организации «Ленинцы», действовавших на территории Заветинского района в годы оккупации немецко-фашистскими войсками в 1942 году. Интересны экспонаты времён Великой Отечественной войны: солдатские пилотки, каска, фляжка, самодельные кружки, ложка, армейская зажигалка, портсигар с изображением Иосифа Сталина и др. В краеведческом зале представлены предметы быта жителей района. Среди них: тарелки, кувшины, самовары, старые радиоприемники, патефон, грампластинки и др.
В музее проводится выставки: выставка «Эхо войны», посвященная Победе советских войск в Великой Отечественной войне 1941—1945 годов, картин местных художников, акции Ночь музеев и другие мероприятия.